# Parahucho perryi
Parahucho perryi, ook wel de Sachalintaimen of de Japanse taimen genoemd, is met de gewone taimen een van de grootste zalmachtigen van de wereld. De vis behoort tot de familie van de zalmen en daarvan de onderfamilie van de echte zalmen, de Salmoninae en is de enige soort in het geslacht Parahucho. 

## Beschrijving
De grootste gedocumenteerde vangst was een vis van 9,45 kg, minder betrouwbare bronnen melden een Japanse vangst uit 1936 van een Sachalintaimen van meer dan twee meter. De Sachalintaimen is een roofvis als het meer dan 30 cm lang is geworden. Jonge zalmen voeden zich met waterinsecten. 
Deze vis leeft in de beneden- en middenlopen van rivieren en in meren in het noordwesten van de Grote Oceaan, in Sachalin en Hokkaido.

## Natuurbescherming
De Japanse taimen gaat hard in aantal achteruit door tal van oorzaken, waaronder het verlies van leefgebied door verstedelijking en uitbreiding van het landbouwareaal (40%), olie- en gaswinning, maar ook door overbevissing waaronder ook sportvisserij. Plaatselijk is het bestand met 90 tot 98% is achteruitgegaan in 42 jaar (5 tot 9% per jaar). De IUCN heeft een uitgebreide studie laten verrichten door een groep van gespecialiseerde onderzoekers om de achteruitgang van deze soort zalm in beeld te brengen. Er zijn indices berekend die de dichtheid en de aanwezigheid in bepaalde gebieden aangeven en de kwaliteit van het leefgebied karakteriseren. Daarnaast werd het huidige en potentiële niveau van exploitatie bestudeerd, het effect van geïntroduceerde andere zalmachtige soorten, ziekteverwekkers, parasieten en vervuilende stoffen. Deze documenten, zowel uit Rusland als uit Japan, staan vermeld op IUCN-website. Op grond hiervan is men tot de conclusie gekomen dat deze vissoort ernstig bedreigd is en als zodanig wordt vermeld op de rode lijst.